# Edit Buchholz

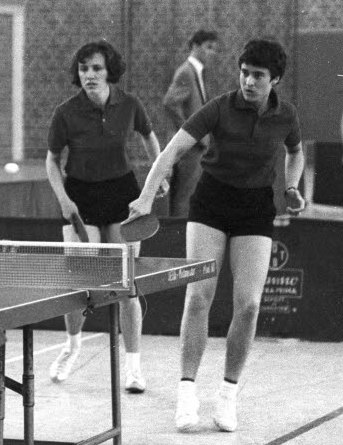
Edit Buchholz (re.) mit Ingrid Kriegelstein bei den Deutschen Tischtennismeisterschaften der Frauen (1966)

Edit Buchholz (später Edit Wetzel) (* 19. April 1941 in Neumünster; † 15. Oktober 2024) gehörte in den 1960er- und 1970er-Jahren zu den besten deutschen Tischtennisspielerinnen. Die dreifache deutsche Meisterin gewann zweimal mit der Damenmannschaft die Europameisterschaft.

## Der Verein Kieler TTK Grün-Weiß
Edits Mutter Luise Buchholz war eine Tischtennisspielerin und zeitlebens Mitglied im Verein Kieler TTK Grün-Weiß. Von ihr erbte Edit Buchholz das Talent zum Tischtennisspielen und die Vereinstreue: Edit spielte immer beim KTTK Grün-Weiß.
Mit der Mannschaft von Kiel erreichte die Abwehrspielerin von 1961 bis 1974 in jedem Jahr (mit Ausnahme von 1971 und 1973) das Endspiel um die deutsche Meisterschaft. Meist war DTC Kaiserberg der Gegner. Dreimal gelang der Gewinn der deutschen Meisterschaft, nämlich 1961, 1964 und 1974, zehnmal wurden sie Vizemeister.
Dreimal wurde Edit Buchholz mit Kiel Deutscher Pokalmeister; sechsmal belegte man den 2. Platz.

## Nationale und internationale Ebene
Ab 1960 nahm Edit Buchholz regelmäßig erfolgreich an nationalen und internationalen Turnieren teil. Die Deutsche Meisterschaft errang sie dreimal im Einzel, siebenmal im Doppel und zweimal im Mixed.
Zwischen 1962 und 1977 wurde sie 73-mal zu Länderspielen der deutschen Damennationalmannschaft berufen. Dabei spielte sie bei 5 Weltmeisterschaften und 7 Europameisterschaften. 1962 und 1968 gewann sie mit den Damen die Goldmedaille.
Ab 1982 nahm Edit – sie hatte 1970 geheiratet und hieß nun Edit Wetzel – am Spielbetrieb der Senioren teil. Sie gewann mehrfach die deutsche Seniorenmeisterschaft und wurde auch 1984 mit Kiel deutscher Mannschaftsmeister der Senioren. Noch bis mindestens 2004 spielte Edit Wetzel aktiv mit der 2. Mannschaft von Kiel in der Landesliga.
Zwischendurch hatte Edit Wetzel zwei Jahre lang Tischtennis zugunsten des Tennissports aufgegeben, fand dann aber wieder zum Tischtennis zurück.

## Auszeichnungen
1966 verlieh das Land Schleswig-Holstein Edit Wetzel die Sportplakette des Landes Schleswig-Holstein. Außerdem erhielt sie die Ehrennadel in Gold und 1964 vom DTTB den Victor-Barna-Preis. 2011 erhielt sie vom Bundespräsidenten die Verdienstmedaille des Verdienstordens der Bundesrepublik Deutschland.

## Privates
Edit Wetzels gesamte Familie spielt Tischtennis.
Ihre Mutter Luise Buchholz war in den 1950er-Jahren Spitzenspielerin des Kieler TTK Grün-Weiß. Sie war noch mit über 80 Jahren aktiv und erreichte bei den Landesmeisterschaften der Senioren (Ü75) in Flensburg den 3. Platz. Ihr Vater war Damenwart beim Kieler TTK.
Edit Wetzel spielte zusammen mit ihrer Zwillingsschwester Ellen Anfang der 1960er-Jahre erfolgreich Handball beim Verein Holstein Kiel. Später konzentrierte sie sich auf den Tischtennissport.
Mit ihrem Ehemann Uwe Wetzel wurde sie 1982 im Mixed Meister von Schleswig-Holstein, mit ihrer Schwester Ellen Haack (um 1960 Oberliga mit TTK Kiel) siegte sie bei diesem Turnier im Doppel; ebenso gewann sie mit ihr die deutsche Meisterschaft der Senioren (U40) im Doppel in den Jahren 1983 und 1984. Edit Wetzel hat noch eine zweite Schwester und zwei Brüder.
Edit Wetzel hatte zwei Kinder. Ihre Tochter Sabine (* 1. April 1973) ist ebenfalls Tischtennisspielerin. Ende der 1980er-Jahre spielte sie beim TTK Kiel in der 2. Bundesliga, später in Berlin in der 2. BL, danach bei Rapid-Kappel Chemnitz in der Regionalliga. Sie war verheiratet mit Michael Schmidt. Auch Edit Wetzels Sohn Thorsten ist beim Kieler TTK aktiv.

## Sportliche Erfolge
- Teilnahme an 5 Weltmeisterschaften
  - 1959 in Dortmund: nur Individualwettbewerb
  - 1963 in Prag: Achtelfinale Doppel mit Ingrid Kriegelstein, 5. Platz mit Damenteam
  - 1965 in Ljubljana: Achtelfinale Einzel, 6. Platz mit Damenteam
  - 1967 in Stockholm: Viertelfinale Doppel mit Agnes Simon, Achtelfinale Mixed, 7. Platz mit Damenteam
  - 1969 in München: Viertelfinale Einzel, 5. Platz mit Damenteam

- Teilnahme an 7 Europameisterschaften
  - 1962 in Berlin-West: Viertelfinale Einzel, Viertelfinale Doppel mit Ursel Fiedler, Viertelfinale Mixed mit Erich Arndt, 1. Platz mit Damenteam
  - 1964 in Malmö: 6. Platz mit Damenteam
  - 1966 in London: 3. Platz Doppel (mit Agnes Simon), 4. Platz mit Damenteam
  - 1968 in Lyon: Achtelfinale Einzel, Viertelfinale Doppel, 1. Platz mit Damenteam
  - 1970 in Moskau: Achtelfinale Einzel, 7. Platz mit Damenteam
  - 1972 in Rotterdam: Achtelfinale Einzel, 2. Platz mit Damenteam
  - 1974 in Novi Sad: Achtelfinale Einzel, Viertelfinale Doppel, 6. Platz mit Damenteam

- Europe TOP-12
  - 1975 in Wien: 10. Platz

- Internationale Meisterschaften
  - 1960 Berlin (GER): 3. Platz Mixed (mit Karl Wegrath)
  - 1961 Frankreich: 2. Platz Doppel (mit Heide Dauphin), 3. Platz Mixed (mit Dieter Köhler)
  - 1962 St. Ingbert (GER): 3. Platz Einzel, 3. Platz Mixed (mit Erich Arndt)
  - 1962 Skandinavien: 3. Platz Einzel, 3. Platz Doppel (mit Ingrid Kriegelstein), 3. Platz Mixed (mit Erich Arndt)
  - 1963 Frankfurt/Main (GER): 3. Platz Mixed (mit Erich Arndt)
  - 1963 England: 3. Platz Einzel
  - 1963 Niederlande: 1. Platz Einzel, 1. Platz Mixed (mit Ernst Gomolla), 3. Platz Doppel (Rosemarie Seidel)
  - 1963 Skandinavien: 3. Platz Einzel, 3. Platz Doppel (mit Inge Harst)
  - 1964 Rumänien: 3. Platz Doppel (mit Heide Dauphin), 3. Platz Mixed (mit Edvard Vecko)
  - 1964 Wolfsburg (GER): 3. Platz Doppel (mit Heide Dauphin)
  - 1964 England: 3. Platz Doppel (mit Heide Dauphin)
  - 1964 Niederlande: 3. Platz Mixed (mit Ernst Gomolla)
  - 1964 Österreich: 2. Platz Mixed (mit Ernst Gomolla), 3. Platz Doppel (mit Heide Dauphin)
  - 1965 CSSR: 2. Platz Doppel (mit Ingrid Kriegelstein)
  - 1965 Niederlande: 1. Platz Doppel (mit Agnes Simon)
  - 1965 Ungarn: 2. Platz Doppel (mit Agnes Simon)
  - 1966 Lübeck (GER): 2. Platz Doppel (mit Agnes Simon), 3. Platz Mixed (mit Dieter Weitz)
  - 1966 Österreich: 3. Platz Doppel (mit Agnes Simon)
  - 1966 Jugoslawien: 2. Platz Doppel (mit Diane Schöler)
  - 1967 CSSR: 3. Platz Doppel (mit Agnes Simon)
  - 1967 Belgien: 3. Platz Einzel, 2. Platz Doppel (mit Agnes Simon)
  - 1967 Jugoslawien: 3. Platz Mixed (mit Eberhard Schöler)
  - 1968 Rumänien: 1. Platz Doppel (mit Agnes Simon)
  - 1968 Niederlande: 2. Platz Einzel, 1. Platz Doppel (mit Agnes Simon)
  - 1969 England: 3. Platz Doppel (mit Diane Schöler)
  - 1970 Niederlande: 1. Platz Doppel (mit Diane Schöler)
  - 1970 Österreich: 3. Platz Doppel (mit Agnes Simon)
  - 1972 Hagen (GER): 3. Platz Doppel (mit Diane Schöler)
  - 1972 CSSR: 3. Platz Einzel, 2. Platz Doppel (mit Wiebke Hendriksen)
  - 1973 Polen: 1. Platz Doppel (mit Agnes Simon)
  - 1974 München (GER): 2. Platz Einzel, 3. Platz Doppel (mit Wiebke Hendriksen)

- Nationale deutsche Meisterschaften
  - 1962 in Freiburg: 4. Platz Einzel, 1. Platz Doppel (mit Heide Dauphin), 4. Platz Mixed (mit Erich Arndt)
  - 1963 in Lübeck: 2. Platz Einzel, 1. Platz Doppel (mit Heide Dauphin), 4. Platz Mixed (mit Erich Arndt)
  - 1964 in Siegen: 3. Platz Einzel, 1. Platz Doppel (mit Heide Dauphin)
  - 1965 in Wiesloch: 1. Platz Einzel, 2. Platz Doppel (mit Heide Dauphin), 1. Platz Mixed (mit Ernst Gomolla)
  - 1966 in Osnabrück: 3. Platz Einzel, 1. Platz Doppel (mit Ingrid Kriegelstein), 1. Platz Mixed (mit Ernst Gomolla)
  - 1967 in Berlin: 1. Platz Doppel (mit Agnes Simon), 4. Platz Mixed (mit Ernst Gomolla)
  - 1968 in Böblingen: 1. Platz Einzel, 1. Platz Doppel (mit Agnes Simon), 4. Platz Mixed (mit Ernst Gomolla)
  - 1969 in Hagen: 3. Platz Einzel, 1. Platz Doppel (mit Agnes Simon)
  - 1971 in Hannover: 2. Platz Einzel, 2. Platz Doppel (mit Brigitte Scharmacher)
  - 1975 in Hannover: 1. Platz Einzel, 3. Platz Doppel (mit Monika Block)
  - 1976 in Essen: 3. Platz Einzel, 3. Platz Doppel (mit Monika Meyer-Block)
  - 1977 in Berlin: 3. Platz Einzel, 3. Platz Mixed (mit Eberhard Schöler)
  - 1978 in Lübeck: 3. Platz Einzel

- Deutsche Pokalmeisterschaft mit Kieler TTK Grün-Weiß
  - 1963 in Oberlar: 1. Platz
  - 1964 – 1969: 2. Platz
  - 1970 in Asbach: 1. Platz
  - 1973 in Schwalmstadt: 1. Platz

- Deutschlandpokal
  - 1970 in Witten: 1. Platz mit Schleswig-Holstein
  - 1972 in Osnabrück: 1. Platz mit Schleswig-Holstein

- Deutsche Mannschaftsmeisterschaft mit Kieler TTK Grün-Weiß
  - 1961 in Rheinfelden: 1. Platz
  - 1962 in Duisburg: 2. Platz
  - 1963 in Kiel: 2. Platz
  - 1964 in Kiel: 1. Platz
  - 1965 – 1970: 2. Platz
  - 1972 in Rendsburg: 2. Platz
  - 1974 in Koblenz: 1. Platz

- Bundesranglistenturniere
  - 1963 in Mainz: 2. Platz
  - 1964 in Mölln: 1. Platz
  - 1965 in Berlin: 3. Platz
  - 1966 in Wiesloch: 3. Platz
  - 1967 in Hagen: 4. Platz
  - 1968 in Saarbrücken: 1. Platz
  - 1969 in Siegen: 3. Platz
  - 1971 in Duisburg: 4. Platz
  - 1974 in Löhne: 4. Platz
  - 1975 in Hattersheim: 4. Platz
  - 1976 in Elsenfeld: 3. Platz

- Seniorenturniere
  - 1982 Deutsche Meisterschaft Senioren in Essen: 1. Platz Einzel, 1. Platz Doppel (mit Lisa Danker), 1. Platz Mixed (mit Klaus Kreisel)
  - 1983 Deutsche Meisterschaft Ü40 in Zweibrücken: 1. Platz Einzel, 1. Platz Doppel (mit Ellen Haak), 2. Platz Mixed (mit Klaus Kreisel)
  - 1984 Deutsche Meisterschaft Ü40 in Bad Schwartau: 1. Platz Einzel, 1. Platz Doppel (mit Ellen Haak), 1. Platz Mixed (mit Klaus Kreisel)
  - 1985 Deutsche Meisterschaft Ü40 in Krefeld: 2. Platz Einzel, 2. Platz Doppel (mit Ellen Haak), 1. Platz Mixed (mit Klaus Kreisel)
  - 1986 Deutsche Meisterschaft Ü40 in Baunatal: 1. Platz Einzel, 1. Platz Mixed (mit Klaus Kreisel)
  - 1984 Deutscher Mannschaftsmeister mit Kieler TTK Grün-Weiß
  - 2013 Sieg bei der Senioren-Europameisterschaft in Bremen in der Altersklasse Ü70 im Doppel mit Ellen Haak[4]

- Ranglisten
  - 1964: 1. Platz deutsche Rangliste
  - 1968: 6. Platz Europarangliste
  - 1968: 1. Platz deutsche Rangliste
  - 1969: 11. Platz ITTF-Weltrangliste

- Vereine
  - Kieler TTK Grün-Weiß

## Turnierergebnisse
| Verband | Turnier             | Jahr | Ort       | Land | Einzel        | Doppel        | Mixed         | Team |
| ------- | ------------------- | ---- | --------- | ---- | ------------- | ------------- | ------------- | ---- |
| FRG     | Europameisterschaft | 1974 | Novi Sad  | YUG  | letzte 16     | Viertelfinale |               |      |
| FRG     | Europameisterschaft | 1972 | Rotterdam | NED  | letzte 16     |               |               | 2    |
| FRG     | Europameisterschaft | 1970 | Moskau    | URS  | letzte 16     |               |               |      |
| FRG     | Europameisterschaft | 1968 | Lyon      | FRA  | letzte 16     | Viertelfinale |               | 1    |
| FRG     | Europameisterschaft | 1966 | London    | ENG  |               | Halbfinale    |               |      |
| FRG     | Europameisterschaft | 1962 | Berlin    | FRG  | Viertelfinale | Viertelfinale | Viertelfinale | 1    |
| FRG     | EURO-TOP12          | 1975 | Wien      | AUT  | 10            |               |               |      |
| FRG     | Weltmeisterschaft   | 1969 | München   | FRG  | Viertelfinale | Qual          | letzte 64     | 5    |
| FRG     | Weltmeisterschaft   | 1967 | Stockholm | SWE  | letzte 64     | Viertelfinale | letzte 16     | 7    |
| FRG     | Weltmeisterschaft   | 1965 | Ljubljana | YUG  | letzte 16     | letzte 32     | letzte 16     | 6    |
| FRG     | Weltmeisterschaft   | 1963 | Prag      | TCH  | letzte 32     | letzte 16     | letzte 32     | 9    |
| FRG     | Weltmeisterschaft   | 1959 | Dortmund  | FRG  | letzte 32     | letzte 64     | letzte 128    |      |